# Hugo Alfvén

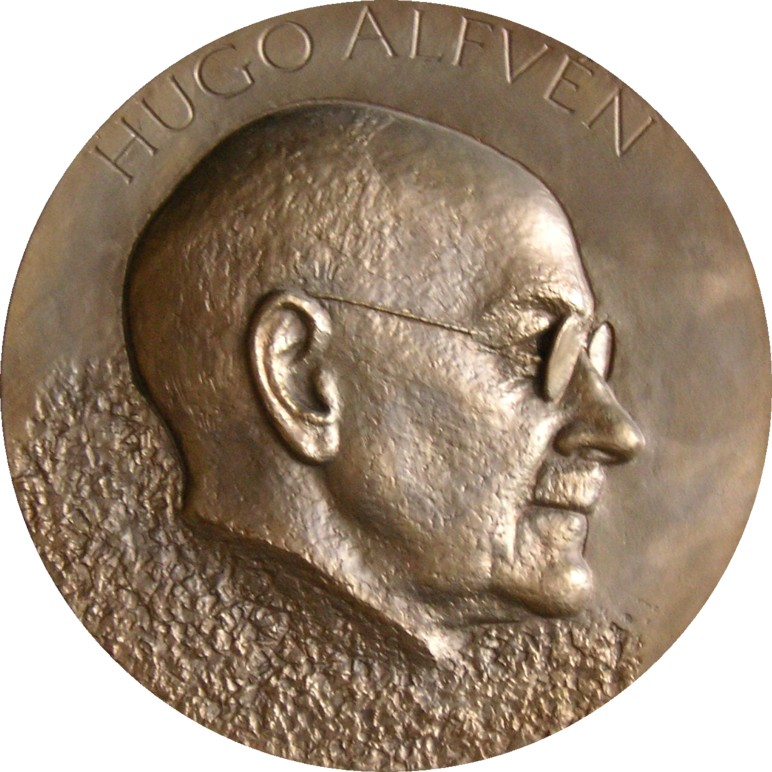
Hugo Alfvén

Hugo Emil Alfvén (n. 1 mai 1872 Stockholm — d. 8 mai 1960 Falun) a fost un compozitor și dirijor suedez.